# 남현용
남현용(1980년 10월 22일 ~ )은 대한민국의 극동방송 아나운서다.

## 출연작
- 좋은아침입니다
- 소망의 기도